# Banja Luka Challenger 2013
Il Banja Luka Challenger 2013 è un torneo professionistico di tennis maschile giocato sulla terra rossa. È la 12ª edizione del torneo, facente parte dell'ATP Challenger Tour nell'ambito dell'ATP Challenger Tour 2013. Si gioca a Banja Luka in Bosnia ed Erzegovina dal 7 al 15 settembre 2013.

## Partecipanti singolare

### Teste di serie
| Nazionalità | Giocatore            | Ranking* | Testa di serie |
| ----------- | -------------------- | -------- | -------------- |
| Italia      | Filippo Volandri     | 101      | 1              |
| Slovenia    | Aljaž Bedene         | 106      | 2              |
| Germania    | Julian Reister       | 117      | 3              |
| Argentina   | Diego Schwartzman    | 133      | 4              |
| Ucraina     | Oleksandr Nedovjesov | 153      | 5              |
| Germania    | Simon Greul          | 161      | 6              |
| Rep. Ceca   | Jan Mertl            | 177      | 7              |
| Italia      | Marco Cecchinato     | 186      | 8              |

- Ranking al 26 agosto 2013.

### Altri partecipanti
Giocatori che hanno ricevuto una wild card:
- Laslo Đere
- Djordje Djokovic
- Peđa Krstin
- Mike Urbanija

Giocatori che sono passati dalle qualificazioni:
- Marin Bradaric
- Piotr Gadomski
- Ante Pavić
- Danilo Petrović

Questo giocatore ha avuto accesso al tabellone come lucky loser:
- Ivan Bjelica

## Campioni

### Singolare
Aljaž Bedene ha battuto in finale  Diego Schwartzman, 6–3, 6–4.

### Doppio
Marin Draganja /  Nikola Mektić hanno battuto in finale  Dominik Meffert /  Oleksandr Nedovjesov, 6–4, 3–6, [10–6].